# Li Dashuang
Li Dashuang (förenklad kinesiska: 李大双; traditionell kinesiska: 李大雙; pinyin), född den 1 november 1973 i Xiantao, Kina, är en kinesisk gymnast.
Han tog OS-silver i lagmångkampen i samband med de olympiska gymnastiktävlingarna 1992 i Barcelona. 
Han är tvillingbror till Li Xiaoshuang.